# 디어플러스
《디어플러스》(ディアプラス 디아푸라스[*], Dear+)는 신쇼칸이 발행하는 만화 잡지이다. 주로 BL 만화가 연재된다. 1997년에 계간지로 창간되었으며 그 후 격월간지가 되었다가 2003년부터 월간으로 발행되고 있다.

## 주요 만화가
- 시미즈 유키
- 아이카와 사토루
- 이케다 간
- 에이키 에이키
- 나츠메 이사쿠
- 사쿄 아야
- 몬치 카오리
- 타카라이 리히토